# Szentjánosbogár-félék
A szentjánosbogár-félék (Lampyridae) a rovarok (Insecta) osztályában a bogarak (Coleoptera) rendjébe, azon belül a mindenevő bogarak (Polyphaga) alrendjébe tartozó család. Mintegy 2000 fajuk trópusi és mérsékelt égövben él, Magyarországon  3 faj fordul elő.

## Származásuk, elterjedésük
Fajaik a sarkvidékek kivételével az egész Földön megtalálhatóak, de legnagyobb változatosságban a szubtrópusi és trópusi területeken fordulnak elő.
Magyar neve Keresztelő Szent Jánoshoz fűződik:
"A néphit szerint Szent János (Szent Iván) napjának estéjén, június 24-én a földben rejlő kincs tűzláng felcsapásával jelzi magát, s ahol a láng felcsap, csak keresni kell, s a földben megtalálható a kincs. A szentjánosbogár Szent János napja táján röpköd és világít a legtömegesebben."

## Megjelenésük, felépítésük
Közepes méretű (5–16 mm), gyengén kitinizált bogarak. Testük lapított, párhuzamos. Fejük a tor alá mélyen behúzódott, így felülről nem látható. A hímek szeme félgömb alakú, majdnem összeér, míg a nőstényeké átlagos fejlettségű. Csápjuk rövid, fonalas. Előtoruk félkörív alakú. Szárnyfedőjük a varratnál gyengén szétálló; a nőstények olykor szárnyatlanok. Potrohuk utolsó szelvényeiben világítószerv található.
Több fajnál jelentős ivari dimorfizmus figyelhető meg: itt a hímek szárnyasok, míg a nőstények szárnyatlanok, lárvaszerűek.

## Életmódjuk, élőhelyük
Lárváik ragadozók; csigákat, apró rovarlárvákat fogyasztanak. Rövid életű imágóik éjszakai állatok, kifejletten nem táplálkoznak. A hímek repülve keresik meg a fűben, avarban rejtőző nőstényeket; az ivarok egymásra találását fajspecifikus fénykibocsátásuk (biolumineszcencia) segíti. Fényt a luciferin nevű pigment oxidációjával bocsátanak ki, a folyamatot a luciferáz enzim katalizálja. A sugárzott sárga vagy zöld fény hullámhossza 510 és 670 nanométer közötti. Nemcsak az imágók, de a lárvák, bábok és tojások is bocsátanak ki fényt. A világítás hullámhossza és a felvillanások mintázata fajonként eltérő. Meleg nyári estéken, nedves réteken, erdőkben megfigyelhetjük a fű fölött keringő és a fűben felvillanó morzejeleket. A szaporodási időszakban nagyobb populáció esetén ez mesebeli látványt nyújt. A szentjánosbogarak násza este 9 és 10 óra között zajlik. Az imágók júniustól egészen július végéig láthatók. Június-júliusban van a rajzásuk. A nőstény szentjánosbogár a teljes sötétség beálltakor (Magyarországon este 10 óra körül) kapcsolja be lámpását. Általában mozdulatlanul ül a talajon, legfeljebb a növényekre mászik fel, hogy fénye észrevehetőbb legyen. Potrohát néha jobbra-balra csóválja vagy felgörbíti, ez még inkább megkönnyíti a hím dolgát, mely repülve, a fényt figyelve keresi a nőstényeket. Hatalmas, lefelé irányuló szeme éppen erre szolgál, így a nőstényt akár 50 méterről is észreveszi. Ha egy élőhelyen több szentjánosbogárfaj is előfordul, ott a nőstények csak a számukra „érthető” szignálra válaszolnak. A hímek számára a fény ereje is nagyon fontos információ, melynek jobb láthatósága érdekében a nőstények potrohukat még meg is emelik. Ezek a kódolt üzenetek nagyon fontosak a szaporodási időszakban, figyelembe véve annak rövid, akár csupán kéthetes időtartamát. Mit tehetünk a szentjánosbogarakért: A nagy szentjánosbogár az elterjedési területének peremvidékein (például Nagy-Britanniában) ritka, és állományai lokálisan veszélyeztetettek lehetnek, Magyarországon azonban gyakori. Élőhelyeinek tönkretétele, a rovarirtó szerek túlzott használata nyilvánvalóan nem válik előnyére. Megtelepedését és szaporodását elősegíthetjük, ha óvjuk a növényzet természetességét, ez ugyanis a bogarakon kívül a zsákmányul szolgáló csigáknak is kedvez. Parkokban, kertekben, temetőkben hagyjunk olyan részeket, ahol őshonos lágyszárúak a maguk kedvére tenyészhetnek. A változatos, mozaikos táj kialakítása is a szentjánosbogár hasznára válik. A zárt erdőkben a hímek nehezebben veszik észre a nőstényeket, az egyhangú nyílt területeken pedig a bogarakat és a csigákat is jobban fenyegeti a kiszáradás – a tisztásokkal tagolt erdők vagy a facsoportokkal tarkított rétek azonban pont nekik valók. A nyári estéken egyszerre világító szentjánosbogarak serege megkapó látványosság, melyet eszközként használhatunk a biolumineszcencia, e különös természeti jelenség megismertetésére. Az Alcsúti Arborétum már több éve rendez ilyen hangulatos programot a nyár pontosan meghatározott napjain.

## Rendszertani felosztásuk
8 alcsaládot különítenek, ezek mellett 2 génusz helyzete (Oculogryphus és Pterotus) vitatott.
- Amydetinae (E. Olivier in Wytsman, 1907)
- Cyphonocerinae (Crowson, 1972)
- Lampyrinae (Latreille, 1817)
- Luciolinae (Lacordaire, 1857)
- Ototetrinae (McDermot, 1964)
- Ototretadilinae (Crowson, 1972)
- Pterotinae (LeConte, 1861)
- Photurinae (Lacordaire, 1857)

Jelen rendszertanok az Elateroidea-n belül a lágybogárfélék rokonságában helyezik el.
Régebbi rendszerek a Diversicornia (különböző csápú bogarak) had Malacodermata (lágytestű bogarak) családsorozatában tárgyalták.

## Magyarországon élő fajok
- Nagy szentjánosbogár (Lampyris noctiluca) (Linnaeus, 1767)
- Kis szentjánosbogár (Lamprohiza splendidula) (Linnaeus, 1767)
- Törpe szentjánosbogár (Phospaenus hemipterus) (Goeze, 1777)

## Képek

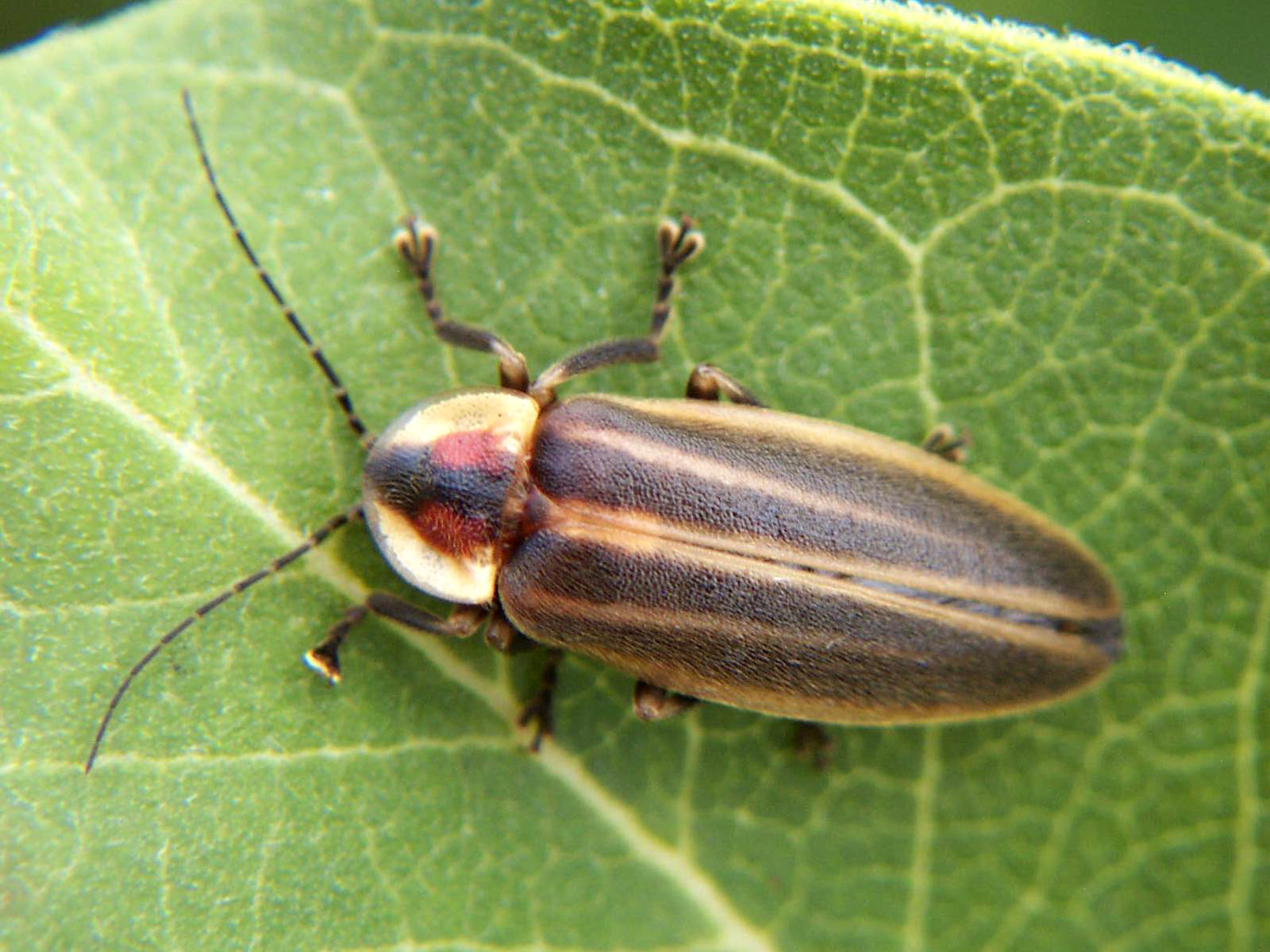
Photuris lucicrescens
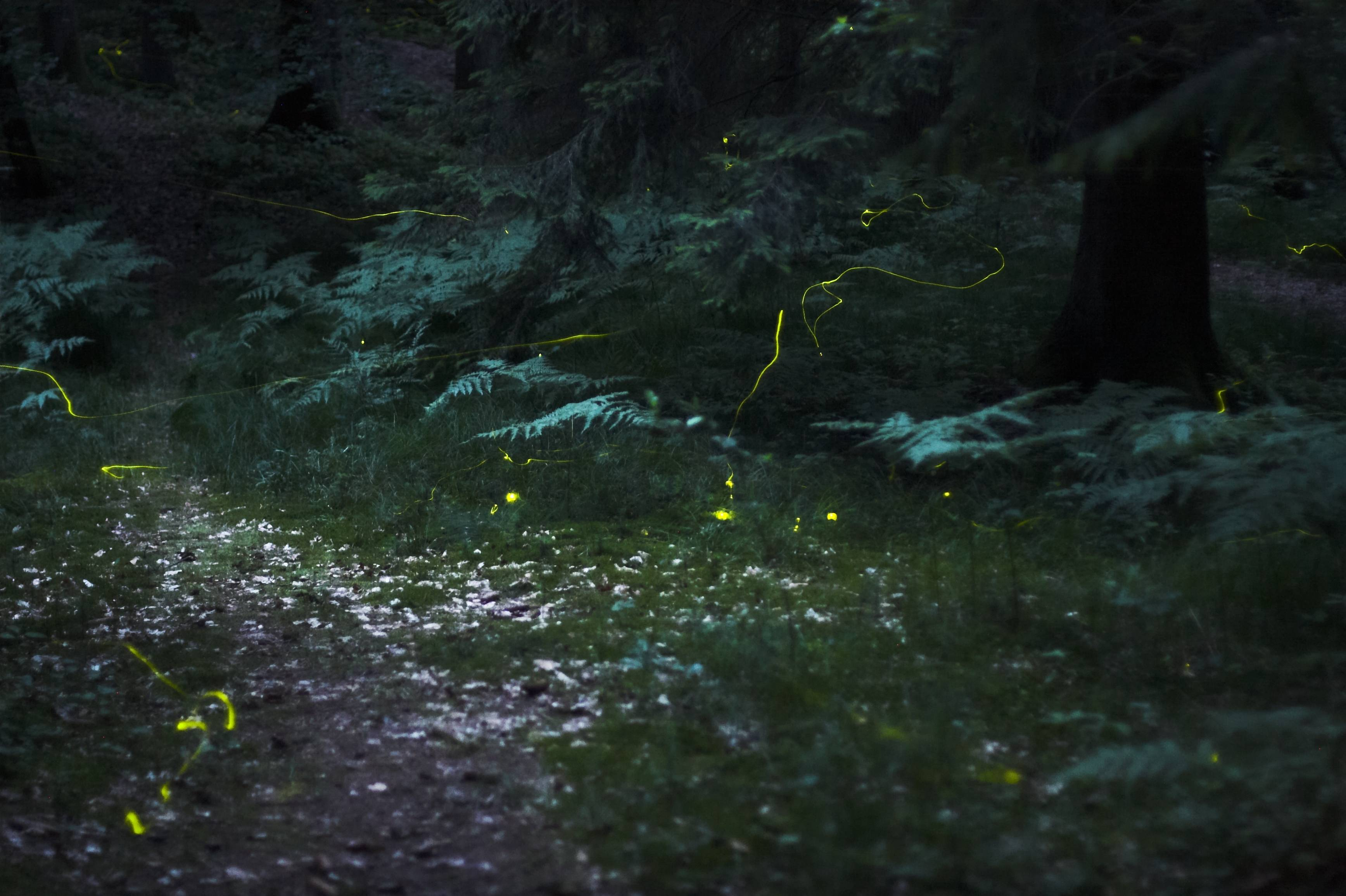
Hosszú expozíciós idővel készült fénykép világító szentjánosbogarakról
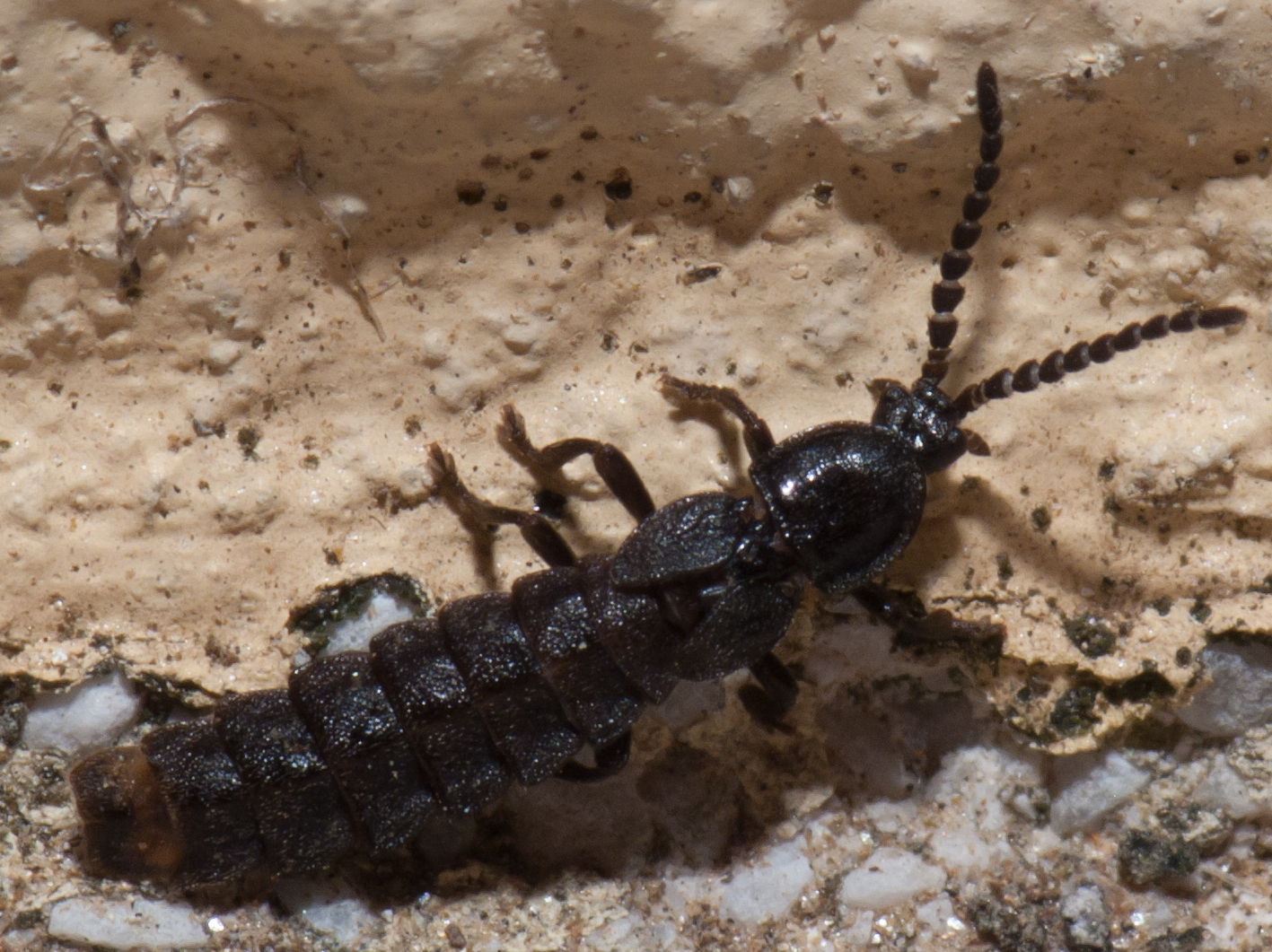
Törpe szentjánosbogár (Phospaenus hemipterus)
Photuris sp.
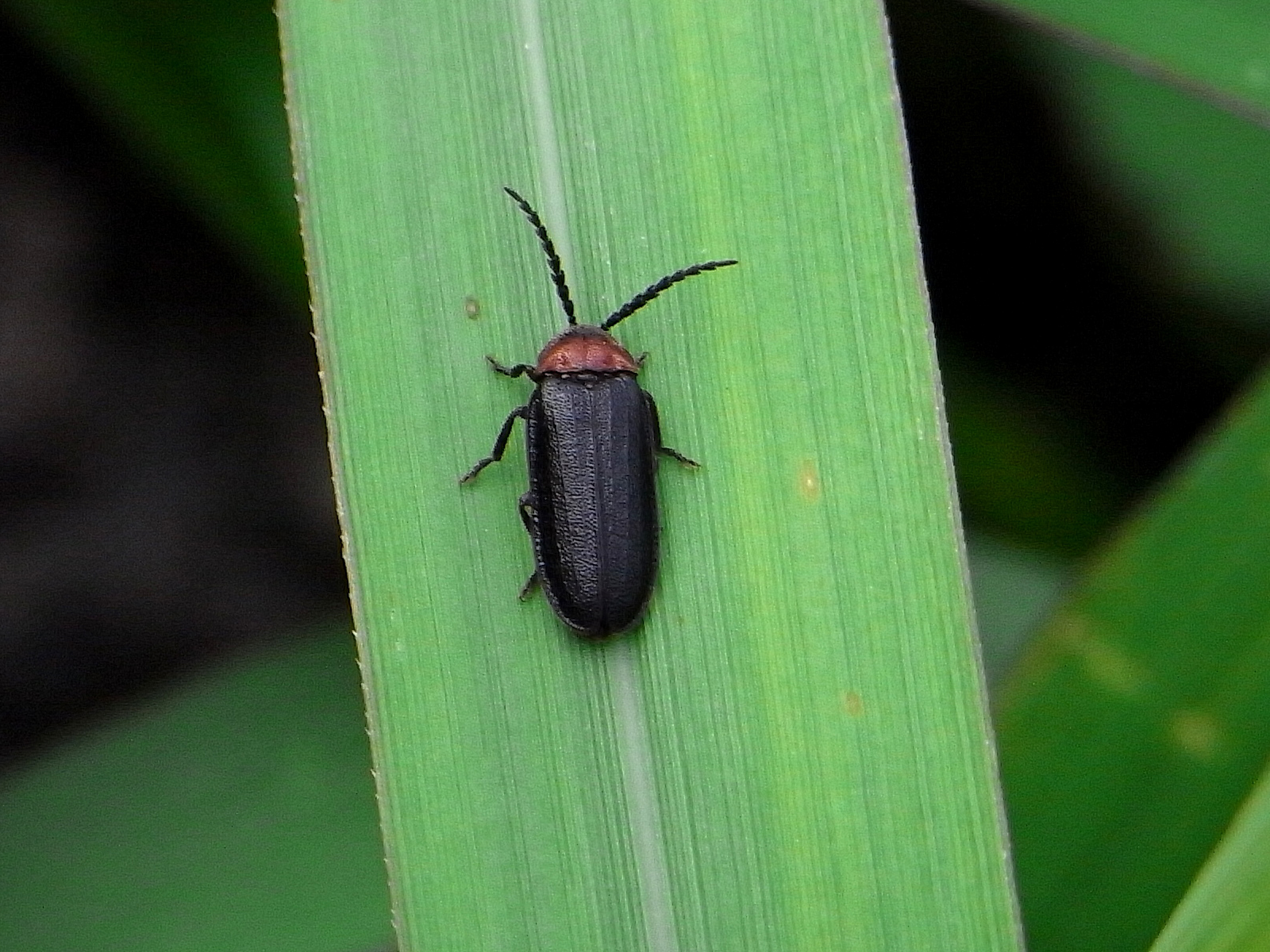
Cyphonocerus ruficollis